# Love Don't Live Here Anymore
Love Don't Live Here Anymore är en låt skriven av Miles Gregory och ursprungligen inspelad 1978 av den amerikanska soul- och R&B-gruppen Rose Royce. Låten gavs ut på vinylsingel och på gruppens tredje album, Rose Royce III: Strikes Again!. Den producerades av Motowns Norman Whitfield för skivbolaget Whitfield Records.
Låten nådde som bäst plats 32 på Billboard Hot 100.

## Madonnas version
Den amerikanska popartisten Madonna spelade in en cover på låten för sitt andra studioalbum Like a Virgin 1984. Låten kom ut på singel första gången i mars 1986, då endast i Japan, medan en global utgivning kom 1996 i samband med samlingsalbumet Something to Remember. Det var Michael Ostin, A&R-chef på Warner Bros. Records, som kom med idén att Madonna skulle spela in låten.
Madonnas version nådde som bäst plats 78 på Billboard Hot 100. En musikvideo i regi av Jean-Baptiste Mondino har också producerats.